# Gårde
Gårde er en lille by i Varde Kommune med 257 indbyggere[kilde mangler]. Selvom Gårde har egen togstation på Den vestjyske længdebane (Gårde Station), så er byen lille og har ikke længere et lokalt supermarked og skolen er en STU skole, Gårde har har en meget aktiv Idræts- og Skytteforening, GISF.dk . 
Der afholdes desuden Le Man for have traktorer en gang om året. Der er også Rollerock, som er årlig tilbagevendende begivenhed. Hører til postnr. 6870 Ølgod.
Fra byen er der 6,5 km til Tistrup og 5,6 km Ølgod. 
Kåret til årets landsby i 2019. 
Byen ligger ved Primærrute 12.